# Iván Calero
Iván Calero Ruíz (Parla, 21 aprile 1995) è un calciatore spagnolo, difensore del Real Saragozza.

## Caratteristiche tecniche
È un terzino destro.